# Torre Pellice
Torre Pellice (antiguamente Torre de Luserna) es un municipio italiano de 4.573 habitantes en la provincia de Turín, en el valle del Pellice.
Es el centro principal de la Iglesia Valdense en Italia.

## Geografía y topografía
Se sitúa en el valle del Pellice, inmediatamente aguas arriba de la confluencia entre el torrente Pellice y el Angrogna.
El barrio de Ruà, situado sobre un promontorio desde el cual se puede apreciar todo el panorama del valle, ha sido habitado hasta la mitad de siglo XIX, pero actualmente está totalmente deshabitado. El barrio de los Coppieri, que fue el límite del gueto en el cual estaban confinados los valdenses, es hoy una ciudadela completamente reconstruida.

## Historia
Las primeras noticias sobre la existencia del pueblo se remontan al año 1186, citado como “Torre di Luserna”. El nombre deriva de la torre construida en el siglo XI sobre la colina, en la confluencia de los torrentes Pellice y Angrogna, y en torno a la cual fueron levantadas varias fortificaciones, que en los siglos siguientes serán destruidas y reconstruidas varias veces.
Como los otros pueblos del valle del Pellice, Torre estaba bajo la jurisdicción de los condes de Luserna, y desde el siglo XIII se convirtió en un feudo de los Rorenghi.
El valle comenzó a ser poblado por los valdenses en el inicio del siglo XIII.
En el 1536 el valle del Pellice, como todas las posesiones piamontesas de los Saboya, fue invadido por Francisco I de Francia, y quedó bajo el dominio francés hasta el 1556. El duque Emmanuel Filiberto lo asignó en el 1565 al gobernador Sebastiano Grazioli. En el 1582 volvió al dominio de los Luserna.
Entre el siglo XVI y el XVIII, el valle fue fuertemente golpeado por la persecución a los valdenses.
En el 1590 se iniciaron las guerras de religión de Francia entre católicos y hugonotes. Carlos Emmanuel I de Saboya intentó expandir sus territorios, pero fue contenido por el mariscal francés y hugonote Lesdiguières, quien en el 1592 ocupó los valles Chisone y Pellice.
En el 1630 la peste mató a unos 900 habitantes; en el 1635 había 1200 habitantes, en su mayoría valdenses.
En el 1655 se reinició la persecución a los valdenses, por obra de María Cristina, regente, por cuenta de su hijo Carlos Emmanuel II: se mató a 91 personas y 56 niños fueron raptados y convertidos a la fuerza al catolicismo.
El 31 de enero de 1686 Victor Amadeo II firmó el Edicto de Fontainebleu, que obligaba a todos los seguidores de la “religión pretendidamente reformada” a evitar la práctica de tal religión, demoler todos los templos, bautizar y criar en la religión católica a todos los niños y mandar al exilio a todos los pastores, predicadores y maestros.
El 2 de abril de 1686, en asamblea general, aproximadamente dos tercios de la población valdense, (entre ellos parte de los habitantes de Torre Pellice) se declararon dispuestos a partir, pero un tercio se declaró dispuesto a resistir a ultranza: como consecuencia de las batallas entre partidarios de los Saboya y franceses de una parte, comandados por el general Catinat, y valdenses de la otra, Victor Amadeo II firmó un acuerdo con los rebeldes, concediéndoles expatriarse a Suiza con sus familias, de las cuales partieron hacia Ginebra 150 desde el valle del Pellice y 260 desde el valle de San Martino.
Los valdenses volvieron al valle en el 1690, y obtuvieron del duque de Saboya la paz a cambio del compromiso de luchar con sus tropas contra Francia.
En el siglo XVIII las persecuciones se atenuaron, si bien los valdenses no podían todavía ocupar cargos institucionales, destinados a los pocos católicos; tampoco podían celebrar el culto en público. En la segunda mitad del siglo se inició el proceso de industrialización de Torre (la primera hilandería de seda data del 1760).
El pueblo fue anexionado a Francia durante la Revolución Francesa. En el año 1808, fue afectado por un terremoto y reconstruido.
La discriminación a los valdenses cesó brevemente en el período napoleónico, para retomarse con Victor Emanuel I y Carlo Felice. Finalmente en el 1848, el duque Carlos Alberto pone fin a la discriminación con el “edicto de pacificación”.

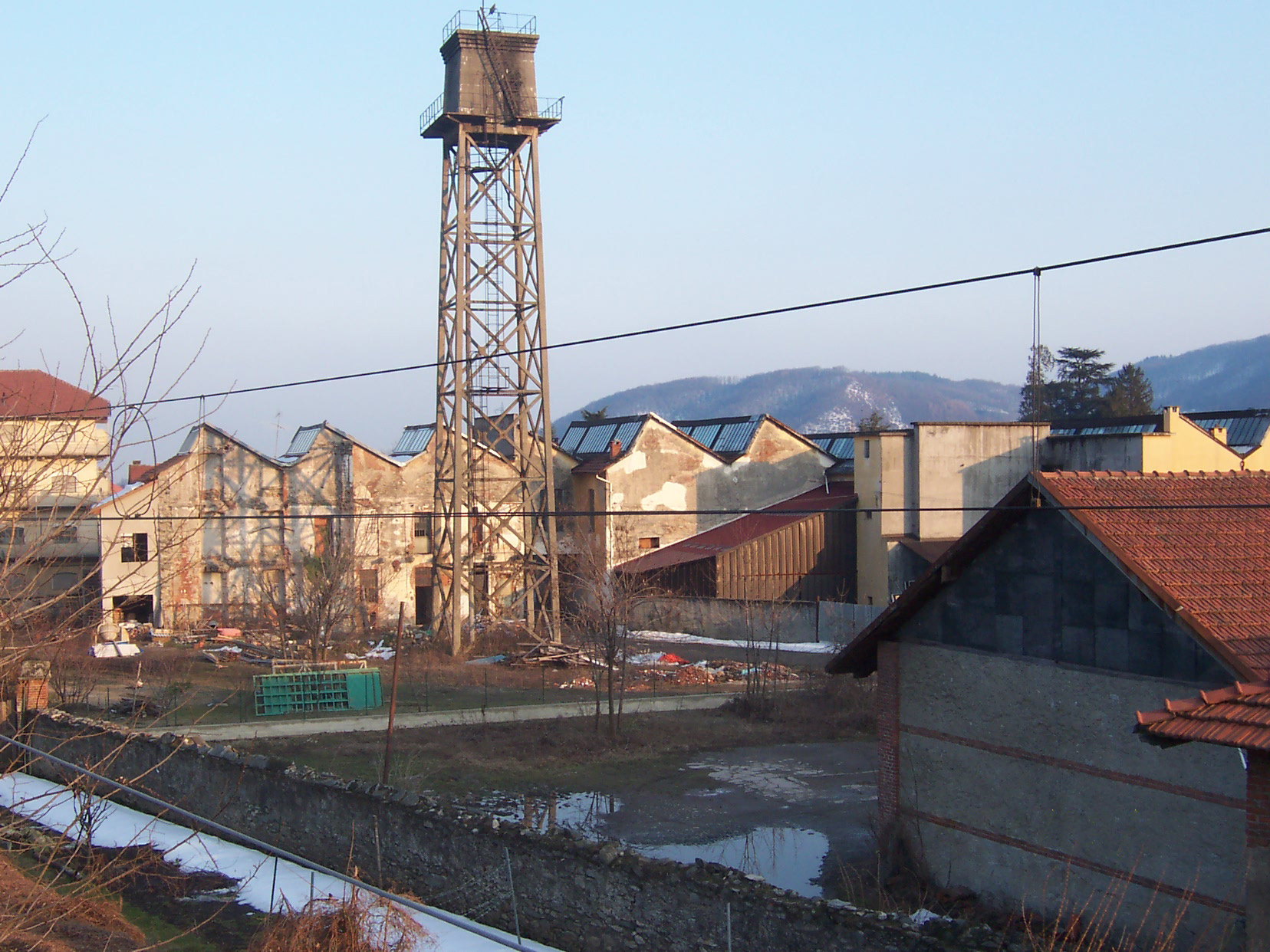
Fábrica textil "Pralafera" en Torre Pellice, operó hasta la segunda mitad del.

En el siglo XIX se consolidó la industrialización: surgieron fábricas textiles, de pastas, de grafito y otras. Los habitantes pasaron de 2300 en el 1819 a 6000 en el inicio del siglo XX.  En el 1882 se construyó el ferrocarril que une Torre con la localidad de Pinerolo, la cual estaba a su vez conectada Turín desde 1856.
En el 1920 nació en Torre la primera sección del partido fascista y en el 1926 el Consejo comunal fue obligado a dimitir.  No obstante, la mayor parte de los ciudadanos de Torre era antifascista y combatió durante la Segunda Guerra Mundial entre el 1943 y 1945.
Durante los XX Juegos Olímpicos de Invierno fue sede de entrenamiento de yóquey sobre hielo.

## Arte y cultura
Edificios e instituciones de Torre Pellice dan testimonio de su realidad como capital del mundo valdense.
Son destacables la Foresteria o casa de huéspedes; el Museo, con una valiosa documentación histórica y etnográfica, la Casa Valdense, que anualmente es la sede del Sínodo, el Templo, de estilo neorrománico, del año 1852, el Colegio (hoy transformado en Liceo Europeo) construido en el 1835, el Convitto valdense, hogar de estudiantes, construido en memoria de los 500 valdenses caídos en la Primera Guerra Mundial, la Casa Valdense de la Juventud y la Casa de las Diaconisas, sede central de las hermanas enfermeras que dan asistencia a los numerosos institutos de asistencia.
La ciudad tiene dos importantes bibliotecas, una anexa al Museo, con más de veinte mil volúmenes, y la otra en la Casa Valdense, que conserva más de cincuenta mil libros, muchos de ellos raros, como por ejemplo la Biblia de Olivetano, de 1535. 
En el Colegio Valdense se conserva el Herbario Rostan, que recoge la flora alpina de los valles piamonteses.
A la salida de la localidad se encuentra el Hospital Valdense, el primer instituto asistencial construido a favor de la población, en el siglo XIX. 
En 1989 surgió el Centro Cultural Valdense, con el objetivo de conservar y promover el patrimonio documental de las lenguas minoritarias presentes en la zona.

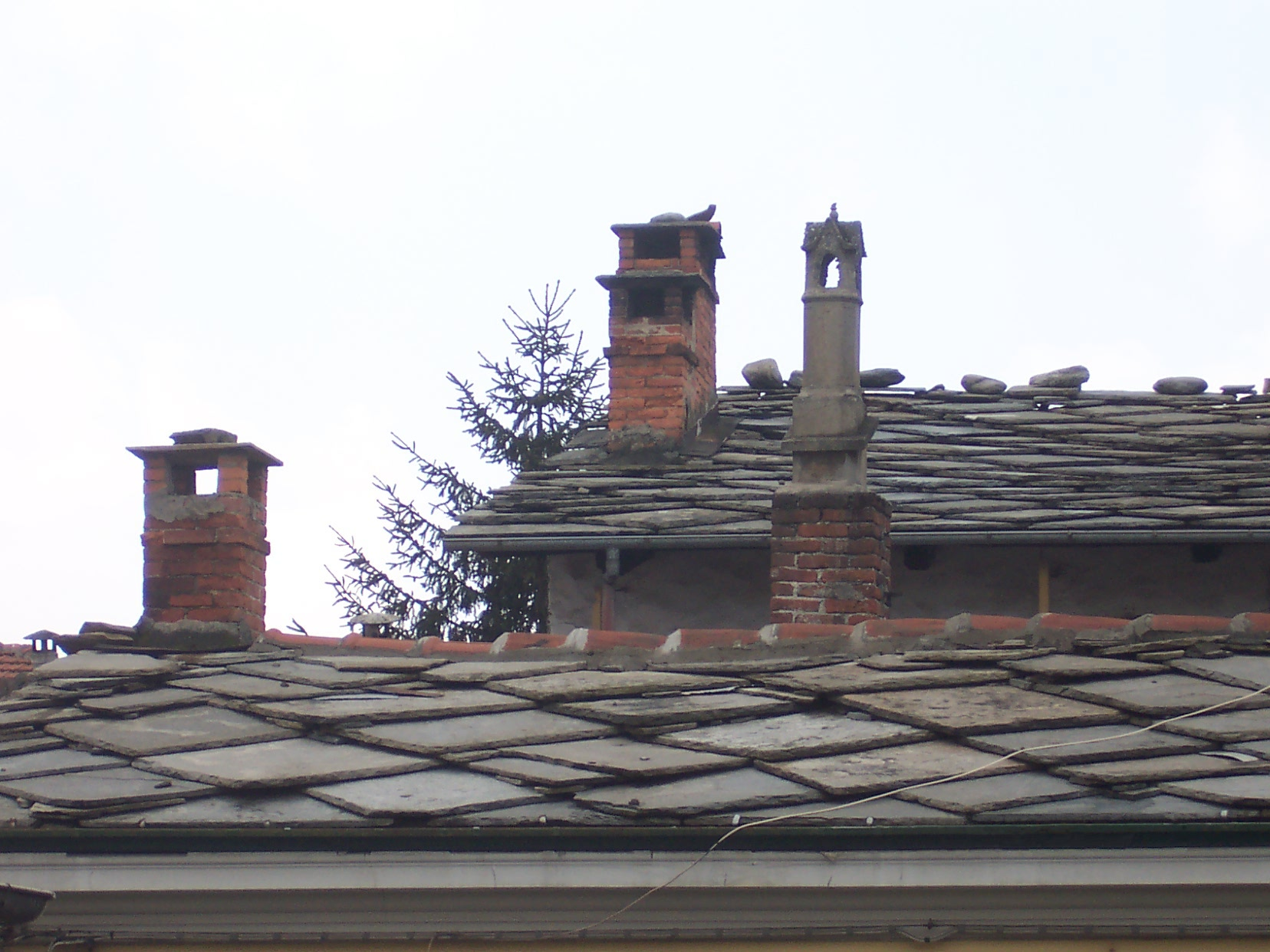
Típicos techos de piedra
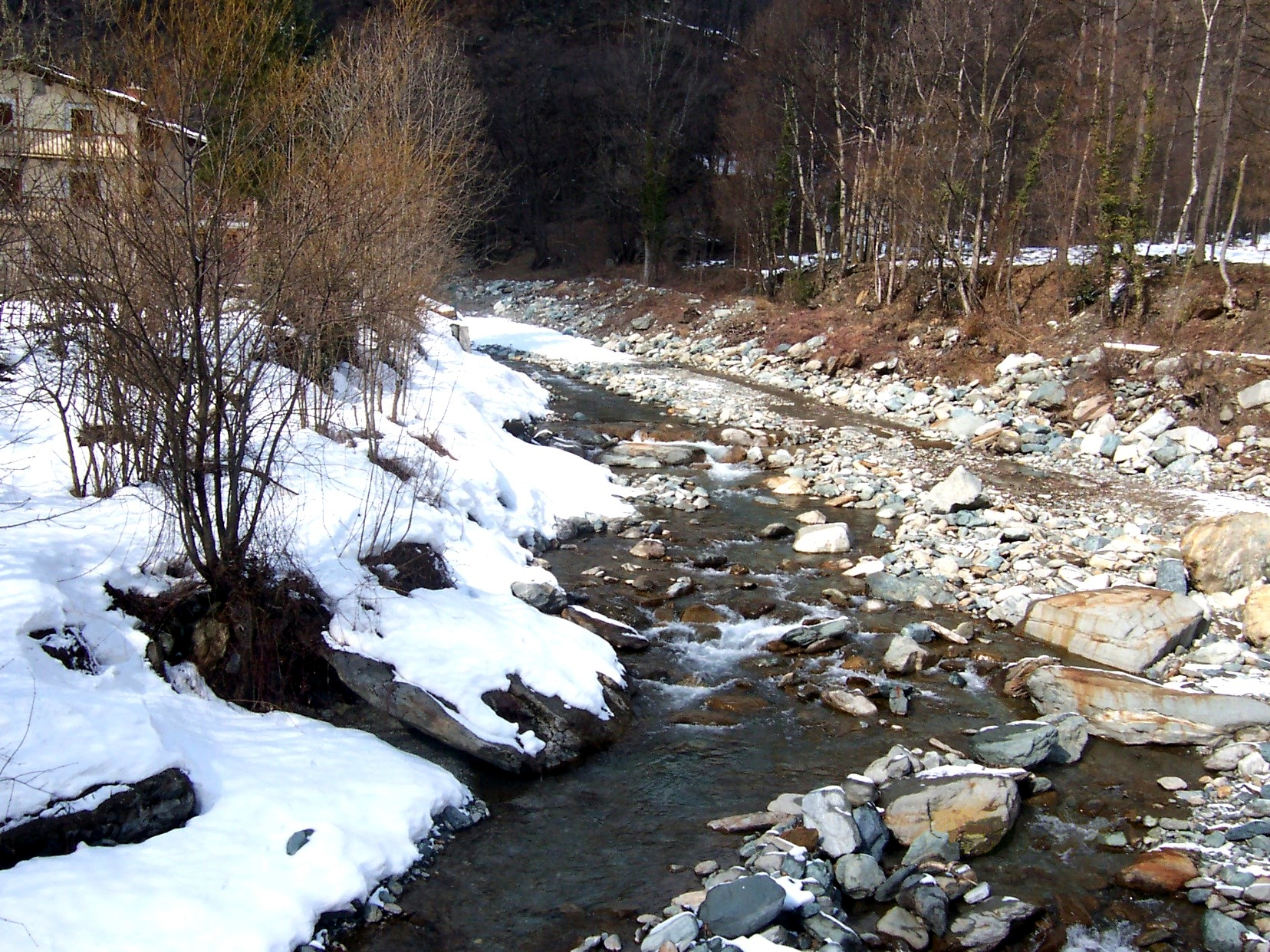
Torrente montañoso en las afueras de Torre
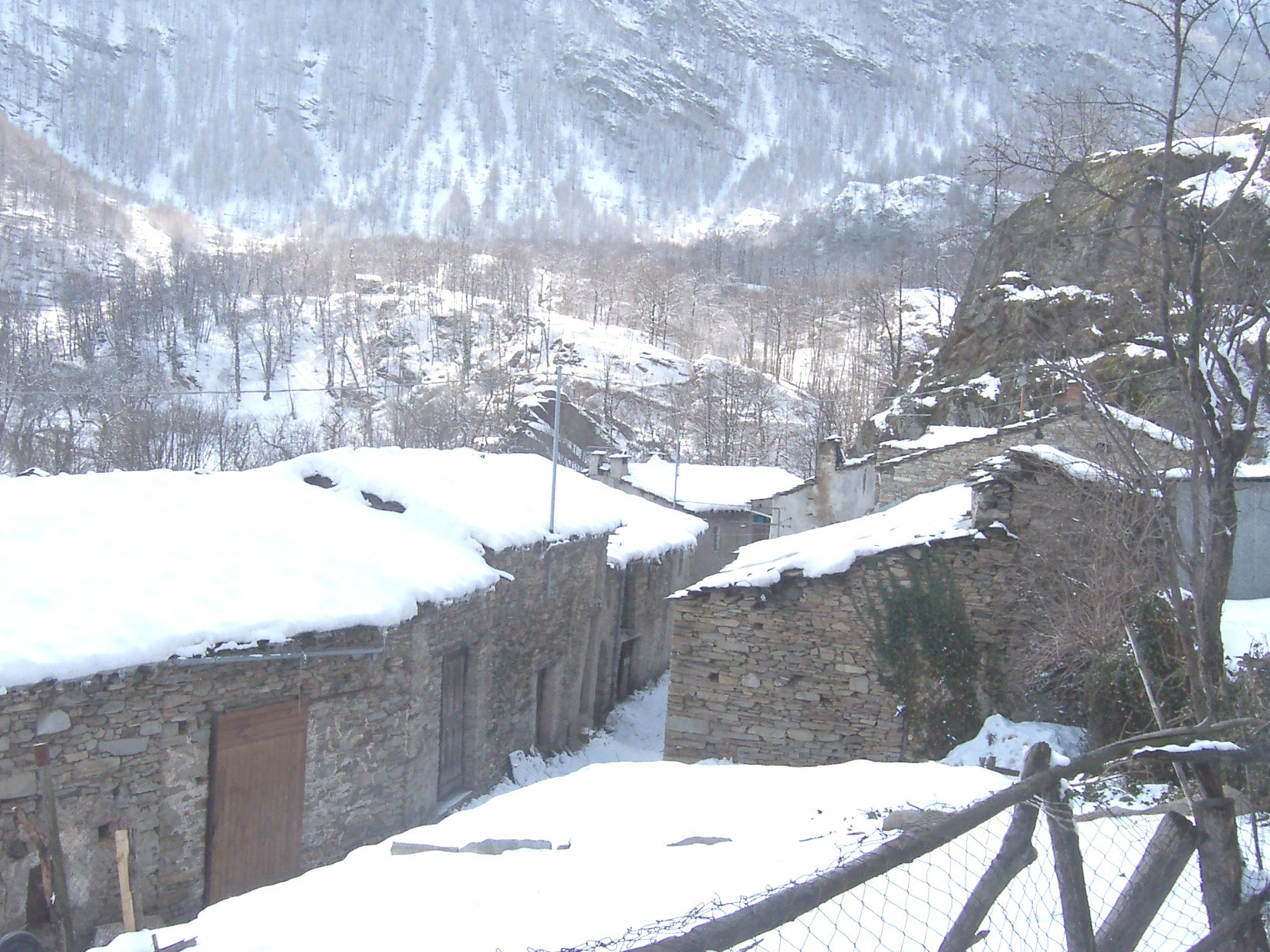
Valle del Pellice en invierno
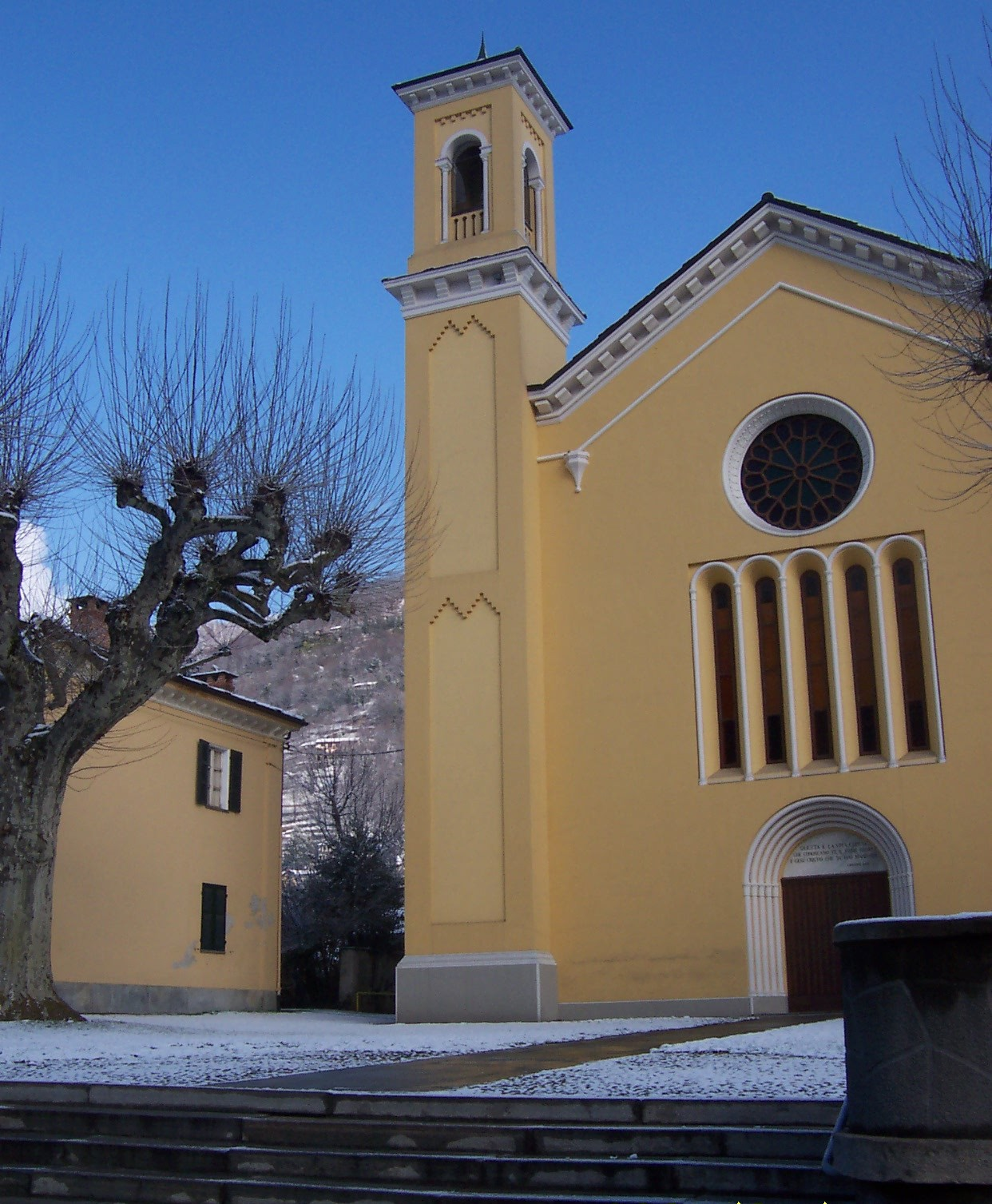
Vista parcial del Templo valdense de Torre Pellice

En 2017, Torre Pellice fue nombrada, conjuntamente con Venecia y Guardia Piamontese, en Calábria, como las tres ciudades italianas denominadas "Ciudad Europea de la Reforma", por la Comunidad de las iglesias protestantes en Europa.

## Idiomas
Los avatares de la historia han hecho de Torre Pellice un centro internacional, definido por el escritor Edmondo De Amicis, como  «La Ginebra italiana»; esta vocación internacional se refleja en el multilingüismo.
Toda la valle del Pellice está caracterizada por la presencia de cuatro lenguas contemporáneas: el italiano, idioma oficial desde fines de 1560, el francés, idioma oficial de la Iglesia Valdense desde hace dos siglos, el occitano, lengua literaria en la Edad Media, y el piamontés, lengua popular y comercial.

## Evolución demográfica
Se observa una tendencia a la disminución de la población a partir del máximo alcanzado en el censo del 1901. Sin embargo esta tendencia es más acentuada en localidades situadas a mayor cota en los Alpes (ver: Rorá).
| Gráfica de evolución demográfica de Torre Pellice entre 1861 y 2001 |
|                                                                     |
| fuente ISTAT - elaboración gráfica por Wikipedia                    |

Fuente

## Economía
Hoy la economía de Torre Pellice se sustenta sobre todo en el sector terciario. Hay sin embargo también actividad industrial en el sector textil, farmacéutico, pastelería, y confecciones de ropa.

### Las industrias textiles
Desde 1850 el área comprendida entre Torre Pellice y Bibiana se transformó, en un período de dos décadas, en el principal distrito industrial de la zona de influencia de Pinerolo, en el Piamonte. En 1875 las manufacturas textiles de Pralafera que consistían en el hilado y tejido de telas fueron adquiridas por el industrial Paolo Mazzonis de Turín, 5 años más tarde se completó con el proceso de estampado de telas.
Con la introducción de las fábricas, más que cambiar el paisaje, estas llegaron a ser parte integrante de él. 
Los cambios que introdujeron fueron más bien aquellos invisibles y lentos, ligados a los ritmos de la vida de las personas.
La sirena regulaba un poco la vida del valle, sonaba a las seis de la mañana para despertar a los agricultores que bajaban a trabajar, después sonaba al mediodía, y finalmente al atardecer cuando cerraba las actividades en la fábrica; 
existían estas tres sirenas a horas fijas,  que marcaban un poco los ritmos en el Valle, como antes, por el contrario, debería escucharse las campanas de las iglesias.
En los años 1959, las dos fábricas, de Luserna y Torre Pellice ocupaban más de 2000 de los 3700 obreros activos en los valles valdenses.  
Las razones de la crisis que se siguieron fueron múltiples: algunos relacionados con los problemas más generales de la industria textil en esos años (incapacidad para hacer frente a la competencia internacional, la diversificación de la producción y adecuarla hacia las variaciones cambiantes dictados por la rápida renovación de las prendas y las nuevas tendencias de la moda para grandes grupos de compradores; la entrada en el mercado común europeo que condujo a la supresión de las barreras que habían protegido por un largo período a la industria textil de esa región), otras específicas de la empresa (falta de previsión de los propietarios en la ejecución de las inversiones necesarias mejorar las plantas: en cambio preferían hacer frente a la competencia, centrándose en una política de salarios bajos).
Las actividades del complejo textil se cerraron definitivamente en 1966.